# GYPSYQUEEN
GYPSYQUEENは、アジア各地で活動を続ける日本人バンド。1997年結成。

## 概要
2001年よりアジア全域で120回以上に渡る公演活動を行い、過去の中国公演では5,000人規模の会場を単独で埋める。中国の人気アーティストYip Sai Wing(ex.BEYOND)とのコラボレーション曲「Paradise in your soul」（セカンドアルバム「SILK」収録）や、ラオスの宗教大祭「ワットプーフェス」では単独で10,000人を動員。ベトナムの国民的大スターMyLinh のサポートやHo Quynh Huongの国内ツアーに参加するなど、国を超えたグローバルな活動を行っている。